# Kirche der wahren Hoffnung

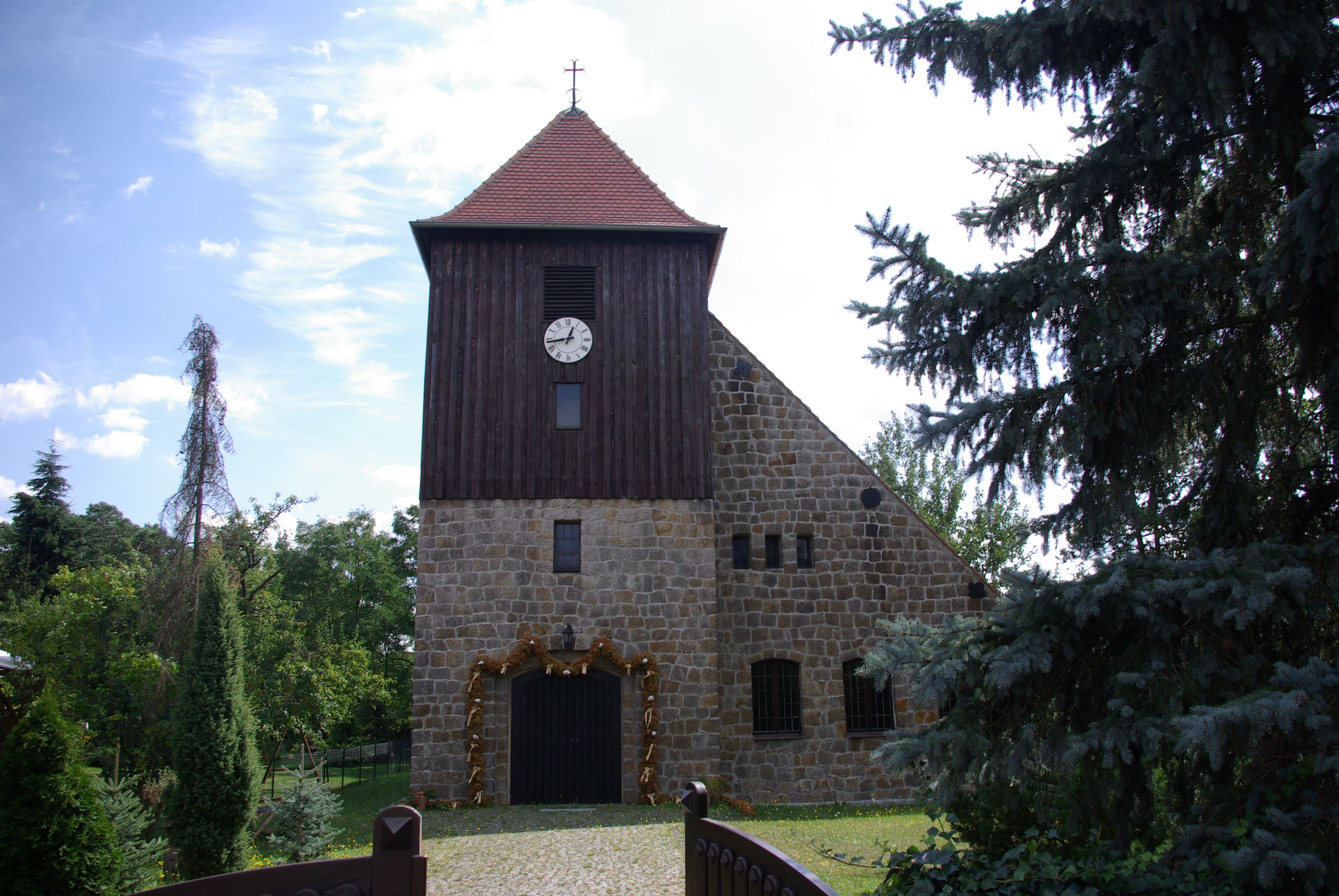
Kirche der wahren Hoffnung in Neuendorf (2009)

Die Kirche der wahren Hoffnung ist das Kirchengebäude im Ortsteil Neuendorf der Gemeinde Teichland im Landkreis Spree-Neiße in Brandenburg. Es gehört der Kirchengemeinde Peitz im Kirchenkreis Cottbus, der zur Evangelischen Kirche Berlin-Brandenburg-schlesische Oberlausitz gehört. Die in den 1950er Jahren errichtete Kirche steht unter Denkmalschutz.

## Architektur und Geschichte
Die Planungen zum Bau einer eigenen Kirche für die Dörfer Maust und Neuendorf begannen im Jahr 1952, am 16. August 1953 erfolgte die Grundsteinlegung auf einem Grundstück im nördlichen Teil von Neuendorf. Die Kirche wurde von Karl Streckebach entworfen, der Innenraum wurde von Fritz Steudtner gestaltet. Der Bau wurde aus Spendengeldern sowie von der Landeskirche finanziert. Am 14. November 1954 erfolgte die Einweihung der Kirche, am 30. Oktober 1955 erhielt das Gebäude ein Geläut, das bereits 1922 von Bruno Pietzel in Dresden gegossen wurde. Nach der Wiedervereinigung begannen die Dorfbewohner, die Kirche zu sanieren: 1994 wurde das Dach neu gedeckt, 1999 wurden die Fenster instand gesetzt und 2004 wurden sanitäre Anlagen eingebaut.
Die Kirche ist eine kleine Saalkirche aus Feldsteinquadermauerwerk. Der Westturm ist mit Holz vertäfelt mit Schallöffnungen und einem Pyramidendach mit bekrönendem Ankerkreuz. An der Südseite befindet sich ein Gemeinderaum mit Pultdach. Das Kirchenschiff hat ein Satteldach und endet mit einem niedrigeren Chor. Der östliche Giebel ist wie der Turm verbrettert. Im Turm hat die Kirche ein zweiflügeliges Eingangsportal mit flachem Abschluss. Der Innenraum ist weiß verputzt und hat eine flache Holzbalkendecke. Der Altarraum ist durch zwei Stufen und eine andere Fußbodengestaltung vom Rest des Innenraumes abgehoben.
Zur Ausstattung der Kirche gehören ein Eichenholzaltar aus der Bauzeit und ein Taufbecken aus Sandstein auf einem achteckigen Grundriss.